# 楽民駅
楽民駅（ナンミンえき）は、大韓民国釜山広域市東萊区にある釜山交通公社4号線の駅である。駅番号は404。

## 駅構造
島式ホーム1面2線の地下駅。フルスクリーンタイプのホームドアが設置されている。出入口は4箇所に設けられている。

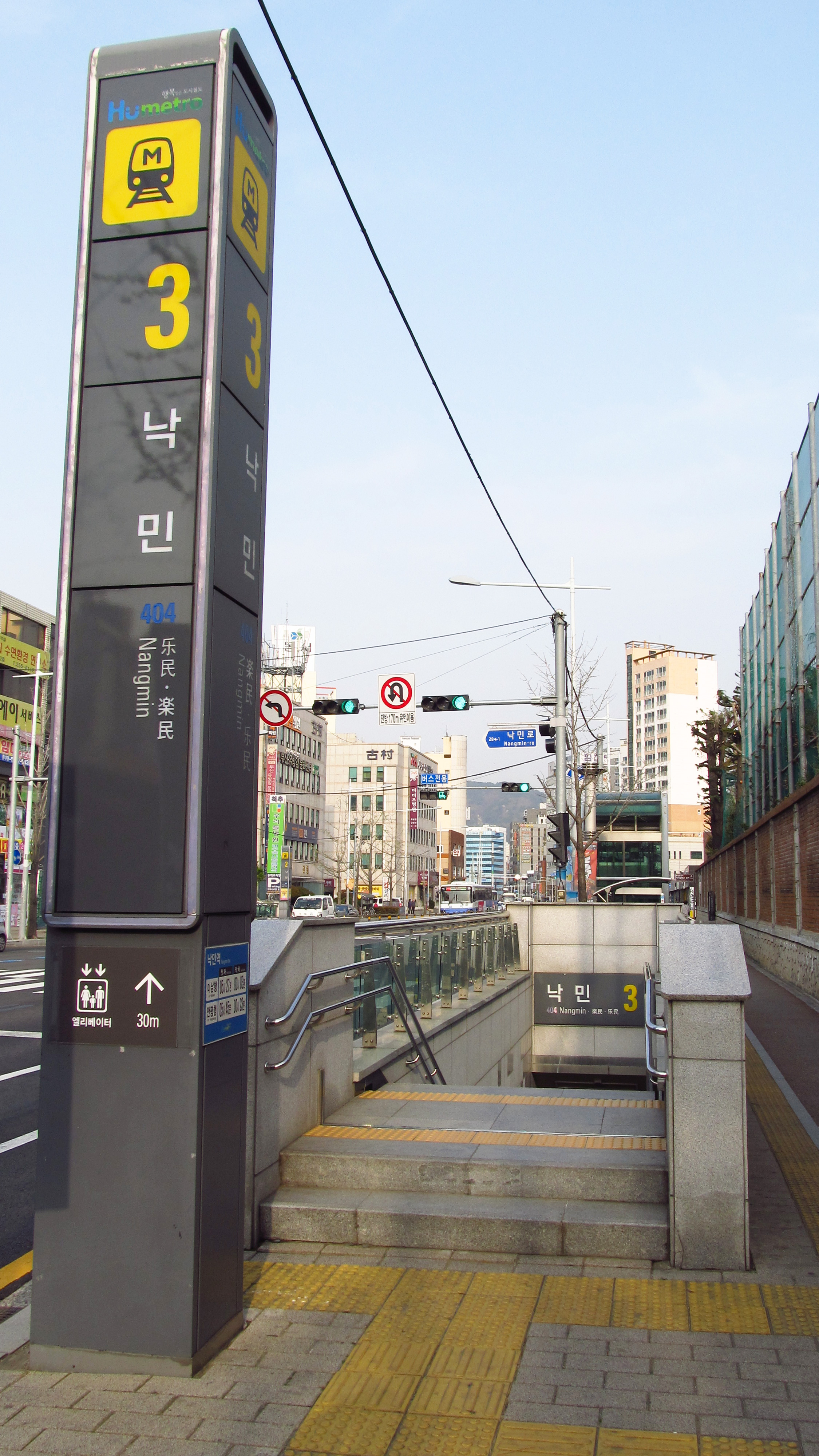
3番出入口（2018年4月）
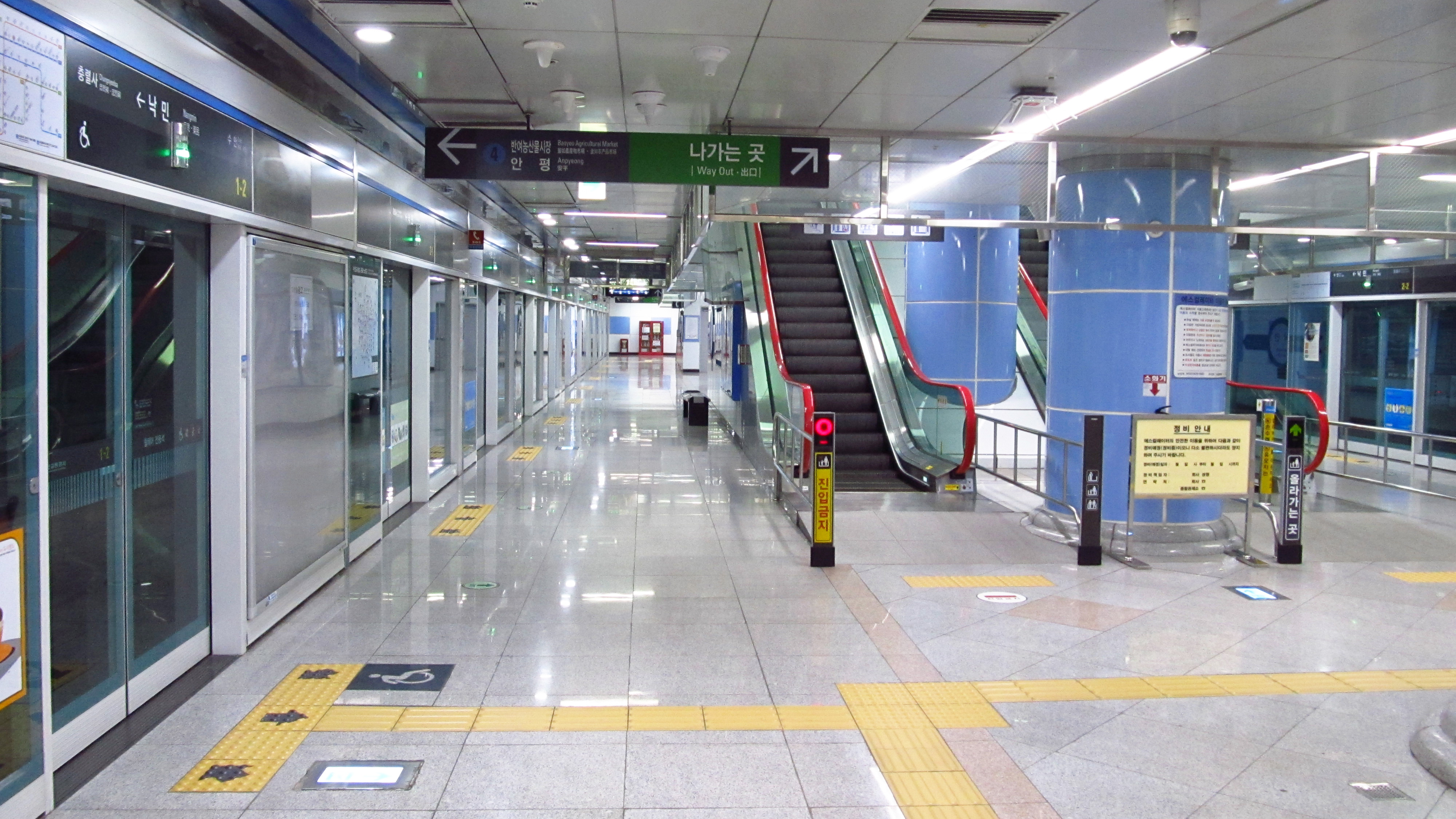
ホーム（2018年4月）
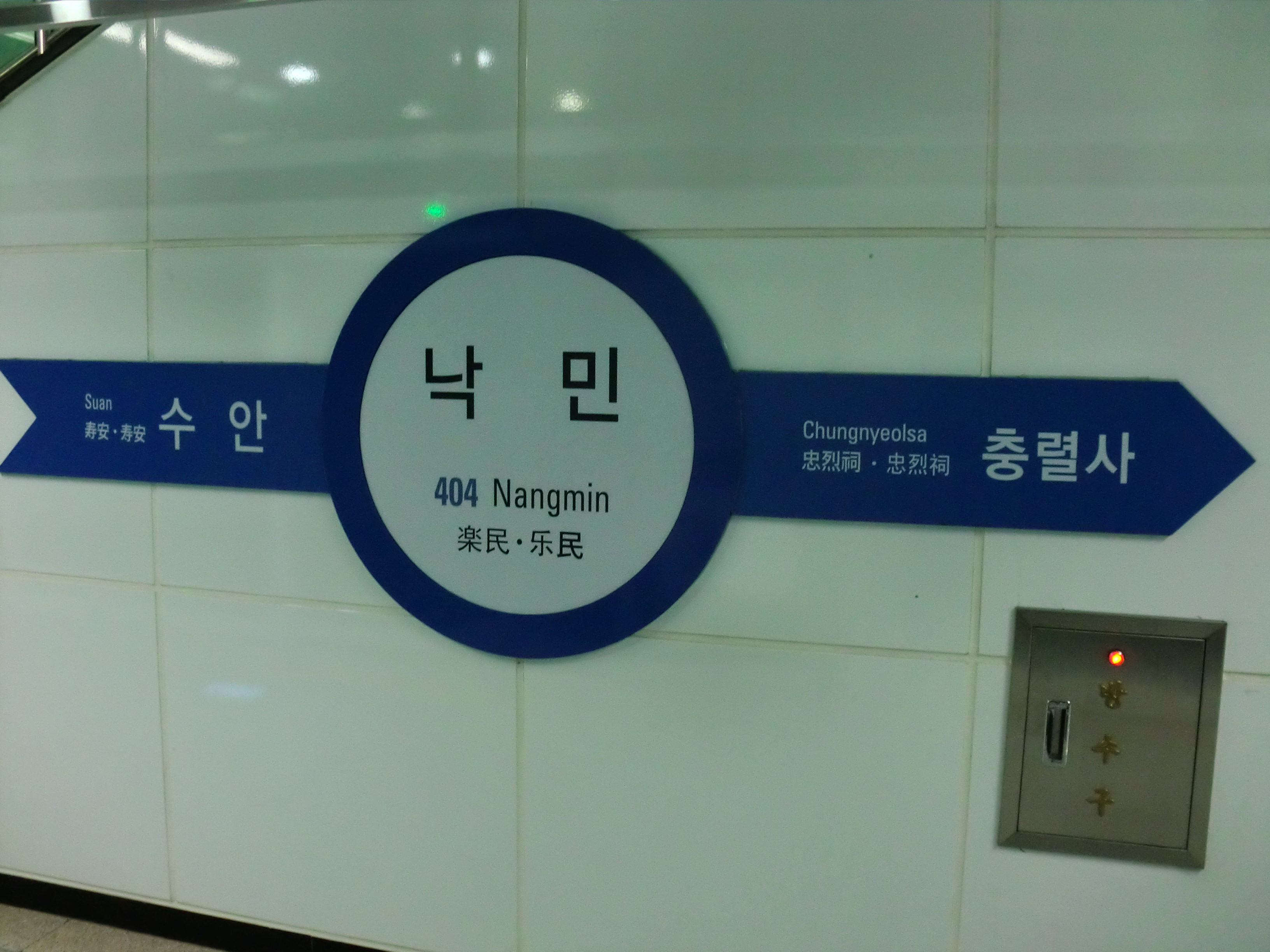
駅名標

### のりば
| 上り | 4号線 | 美南方面 |
| 下り | 4号線 | 安平方面 |

## 歴史
- 2011年3月30日 - 4号線の開通と同時に開業[1]。

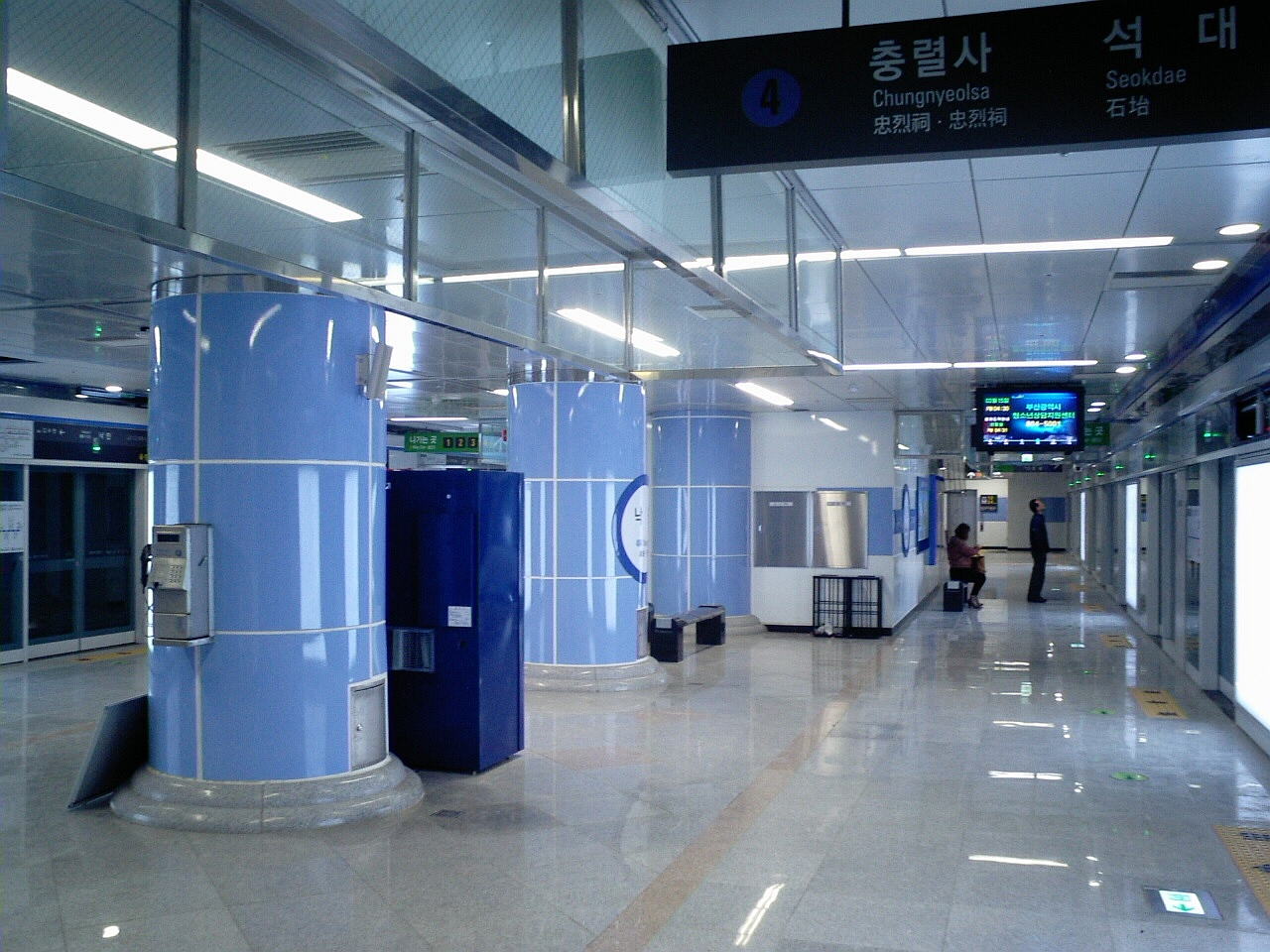
開業前のホーム（2011年3月15日）

## 駅周辺
- 韓国鉄道公社東海線東萊駅 - 南方約300m。
- 釜山東萊警察署
- 釜山忠烈祠
- 楽民初等学校
- 東萊高等学校

## 隣の駅
釜山交通公社
 4号線
寿安駅 (403) - 楽民駅 (404) - 忠烈祠駅 (405)